# Platymantis montana
Platymantis montana é uma espécie de anfíbio da família Ranidae. É endémica das Filipinas. Os seus habitats naturais são: florestas subtropicais ou tropicais húmidas de baixa altitude e regiões subtropicais ou tropicais húmidas de alta altitude.